# Abusadora (canción de Wisin & Yandel)
«Abusadora» es el segundo sencillo oficial de Wisin & Yandel de su álbum La revolución, lanzado el 26 de mayo de 2009.

## Video musical
El video musical para Abusadora fue grabado en el Valle de la Muerte, Estados Unidos durante una semana completa, a lo que los cantantes comentaron:
«La semana pasada terminamos con la filmación del nuevo video «Abusadora» gracias a Dios valió la pena y ustedes lo verán a partir del 26 de mayo cuando salga el video (el mismo día que sale 'La revolución')».
El video fue dirigido por el director de Cine Jessy Terrero en «Death Valley», conocido como el desierto más árido y cálido de Norteamérica (parte del Desierto Mojave, en la frontera entre los estados de Nevada y California). Ante un coro que repite «Hace Calor». Wisin y Yandel incursionan en una odisea bajo el sol y entre las arenas del desierto en busca de algo desconocido. Al fin ven algo impresionante en medio del desierto que parece ser un espejismo, pero es una fiesta en el medio del desierto con fuegos artificiales y lleno de mujeres hermosas y sexys. A ellos se les mira interpretando el tema bajo el sol y junto a unos autos todo terreno que usan para llegar a su destino, cuando llegan a la fiesta se les ve cantando frente a un círculo que saca fuegos artificiales de su entorno. El video fue nominado a los MTV Video Music Awards 2009 en la categoría Mejor Video Pop, sin embargo, perdió ante Womanizer de Britney Spears.
Ver Video

## Remix de la canción
Wisin & Yandel iban a hacer un Remix oficial junto con Daddy Yankee, pero por un problema de disqueras, este Remix no pudo llevarse a cabo.